# WDC 65816

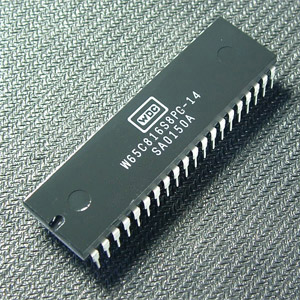
WDC65C816S8PG-14

WDC 65816 är en 16-bitars processor utvecklad av det amerikanska företaget Western Design Center. Denna processor är bakåtkompatibel med MOS Technology 6502. I jämförelse med 6502 är i 65C816 de olika registren utökade till 16 bitar, men samma begränsningar gällande ackumulatordesignen gäller fortfarande. Några nya instruktioner finns också. 65C816 har en 24-bitars adressbuss, som kan adressera 16 MB minne. Minnet går att adressera fritt i en 24-bitars adressrymd med vissa begränsningar. Programräknaren är exempelvis fortfarande 16-bitar, och kombineras med ett 8-bitars programbanksregister för att bilda en 24-bitars minnesadress. Dock så ökas inte programbanksregistret på när programräknaren slår om från 0xFFFF till 0x0000, vilket medför att en enskild funktion inte på ett enkelt sätt kan överskrida 64KB. Processorn har bland annat använts i Super NES och Apple IIGS. Processorn tillverkas än i denna dag (2019).